# Hope Meets Foster
| Recensione | Giudizio |
| ---------- | -------- |
| AllMusic   |          |

Hope Meets Foster è un album a nome Elmo Hope Quartet and Quintet Featuring Frank Foster, pubblicato dalla casa discografica Prestige Records nel 1956.

## Tracce

### LP
Lato A
1. Wail, Frank Wail – 6:26 (musica: Frank Foster)
2. Zarou – 5:12 (musica: Elmo Hope)
3. Fosterity – 6:16 (musica: Frank Foster)

Lato B
1. Georgia on My Mind – 6:38 (musica: Hoagy Carmichael)
2. Shutout – 5:48 (musica: Frank Foster)
3. Yaho – 7:40 (musica: Elmo Hope)

## Formazione
Wail, Frank Wail / Georgia on My Mind / Yaho

Elmo Hope Quartet
- Elmo Hope – piano
- Frank Foster – sassofono tenore
- John Ore – contrabbasso
- Arthur Taylor – batteria

Zarou / Fosterity / Shutout

Elmo Hope Quintet
- Elmo Hope – piano
- Frank Foster – sassofono tenore
- Freeman Lee – tromba
- John Ore – contrabbasso
- Arthur Taylor – batteria

Note aggiuntive
- Bob Weinstock – produttore, supervisione
- Registrazioni effettuate il 4 ottobre 1955 Hackensack, New Jersey (Stati Uniti) o New York City, New York (°)
- Rudy Van Gelder – ingegnere delle registrazioni
- Ira Gitler – note retrocopertina album originale[2] [3]
- (°) Sul retrocopertina dell'album originale (Prestige Records, PRLP 7021) il luogo di registrazione riportato è New York City, New York
- (°) Sul retrocopertina del CD (Original Jazz Classics, OJCCD-1703-2) il luogo di registrazione riportato è Hackensack, New Jersey